# Garifuna (taal)
Het Garifuna is een taal die behoort tot de familie der Arawaktalen. Het wordt gesproken door het Garifuna-volk in Honduras, Belize, Guatemala, en Nicaragua.

## Distributie
Garifuna wordt gesproken in Centraal-Amerika, vooral in Honduras (146.000 sprekers),  maar ook in Guatemala (20.000 sprekers), Belize (14.100 sprekers), Nicaragua (2.600 sprekers), en de VS, vooral in New York City, waar het gesproken wordt in Queens, Brooklyn en de Bronx,  en in Houston. In Houston woont er sinds jaren tachtig een gemeenschap van Midden-Amerikanen.  
De eerste speelfilm in de Garifuna-taal, Garifuna in Peril, werd in 2012 uitgebracht.
Achi · Acateeks · Aguacateeks · Chalchiteeks · Chuj · Garifuna · Ch'orti' · Itza · Ixil · Jacalteeks · K'iche' · Kaqchikel · Lacandón · Mam · Mopan · Poqomam · Poqomchi' · Q'anjob'al · Q'eqchi' · Sacapulteeks · Sipakapense · Tectiteeks · Tz'utujil · Uspanteeks · Xinka